# چارلز جی. بل
چارلز جی. بِل (Charles James Bell) (زادهٔ ۱۰ مارس ۱۸۴۵ - درگذشتهٔ ۲۵ سپتامبر ۱۹۰۹)، از اعضای حزب جمهوری‌خواه و پنجاهمین فرماندار ایالت ورمانت طی سال‌های ۱۹۰۴ تا ۱۹۰۶ بود.
بِل که اصالتاً اهل شهر والدن در ایالت ورمانت بود در همان منطقه و در دانش‌سرای پیچام به تحصیل پرداخت. وی در زمان جنگ داخلی آمریکا برای پیوستن به ارتش اتحادیه داوطلب شد و در هنگ پانزده پیاده‌نظام ورمانت و هنگ اول سوارنظام ورمانت خدمت کرد. او در آوریل سال ۱۸۶۵ و طی نبرد آپوماتوکس دچار جراحت گردید و در ژوئن همان سال از خدمت نظامی کنار گذاشته شد. پس از خروج از ارتش، چارلز بِل به یک مزرعه‌دار و پرورش‌دهنده موفق اسب تبدیل شد.
بِل که یک جمهوری‌خواه بود، در ادارات دولتی آن منطقه مشغول به کار شد و به عضویت مجلس نمایندگان ورمانت (۱۸۸۲–۱۸۸۳) و همچنین مجلس سنای این ایالت (۱۸۹۵–۱۸۹۴) درآمد. به علاوه او عضو هیئت مدیره ایالتی کمیسیون راه‌آهن (۱۸۹۴–۱۸۹۶)، هیئت مدیره ایالتی کشاورزی (۱۹۹۶–۱۹۰۴) و دبیر هیئت ایالتی کمیسیون گاوداران (۱۸۹۸–۱۹۰۲-) بود.
در سال ۱۹۰۴، بِل نامزد منتخب جهوری‌خواهان برای تصدی سمت فرمانداری بود، او یک دوره طی سال‌های ۱۹۰۴–۱۹۰۶ این مسئولیت را بر عهده داشت. پس از اتمام دوران خدمت، به همان حرفه پیشینش بازگشت که مزرعه‌داری و پرورش اسب بود. بِل طی بازدید از شهر نیویورک بیمار شد و در محل ایستگاه گرندسنترال سوار بر قطاری که در حال بازگشت به ورمانت بود، جان باخت. او در گورستان نورث‌والدن شهر نورث‌والدن واقع در ایالت ورمانت به خاک سپرده شد.

## سال‌های نخست زندگی و تحصیلات
بِل در ۱۰ مارس ۱۸۴۵ در شهر بالدن ایالت ورمانت به دنیا آمد. والدینش جیمز دین‌بِل و کارولین (وارنر) بِل بودند. او در مدارس محلی تحصیل کرد و از دانش‌سرای پیچام فارغ‌التحصیل شد.

## خدمات نظامی
بِل در هفده سالگی به عنوان یکی از اعضای هنگ پانزده پیاده‌نظام ورمانت از گروهان «بی» ارتش اتحادیه برای حضور در جنگ داخلی آمریکا نام‌نویسی کرد. در سال ۱۸۶۴ خدمتش در آنجا خاتمه یافت و بار دیگر برای حضور در هنگ اول سواره‌نظام ورمانت از گروهان «سی» داوطلب شد و در این واحد به درجه سرجوخگی رسید. وی در آوریل ۱۸۶۵ در نبرد آپوماتوکس جراحت برداشت و در ماه ژوئن از خدمت نظامی کنار گذاشته شد. پس از آن، چارلز بِل به والدن مراجعت نمود و در آنجا به زراعت و پرورش اسب مشغول شد.

## دوران پس از جنگ داخلی
بِل علاوه بر رسیدگی به امور مزرعه و پرورش اسب، در بسیاری از ادارات و سازمان‌های محلی انتخاب و در سمت‌هایی همچون هیئت مدیره مدرسه، عضو ارشد و رئیس هیئت گزینش منصوب شد. او به عنوان یکی از اعضای حزب جمهوری‌خواه از سال ۱۸۸۲ تا ۱۸۸۳ در مجلس نمایندگان ورمانت و طی سال‌های ۱۸۹۴ تا ۱۸۹۵ در مجلس سنای ورمانت حضور داشت.
او در سال‌های ۱۸۹۴ تا ۱۸۹۶ درهیئت مدیره ایالتی کمیسیون راه‌آهن (۱۸۹۴–۱۸۹۶) عضو بود. همچنین از سال ۱۸۹۴ تا ۱۹۰۶ دبیری و عضویت در هیئت مدیره ایالتی کشاورزی و طی سال‌های ۱۸۹۸ تا ۱۹۰۲ دبیری و عضویت در هیئت ایالتی کمیسیون گاوداران را برعهده داشت.
به علاوه، بِل به عنوان رئیس انجمن کشاورزی منطقه کالدونیا، مدیر انجمن کشاورزی ورمانت، خزانه‌دار و رئیس عمارت ورمانت و همچنین عضو کمیته اجرایی و دبیر عمارت ملی نیز فعالیت داشته‌است.

## انتخاب وی به عنوان فرماندار
بِل در سال ۱۹۰۴ برای تصدی سمت فرمانداری نامزد شد. وی به سادگی در انتخابات عمومی برنده شد و براساس «قانون کوهستان» حزب جمهوری‌خواهان به مدت دو سال عهده‌دار این مسئولیت بود.
در اوت ۱۹۰۵، نیروی دریایی آمریکا کشتی جنگی جدیدی به نام «یواس‌اس ورمانت» را به آب انداخت. بِل گروهی را برای انجام مراسم تعمید روانه کرد تا به این کارخانه کشتی‌سازی در شهر کوئینسی ایالت ماساچوست بروند. در این مراسم دخترش، جنی، رسم سنتی شکستن بطری شامپاین بر روی دماغه کشتی را اجراء کرد.
چارلز بِل در طول دوران مسئولیتش یک بار درگیر هیاهو و جنجالی شد که او در مرکز توجه همگان قرار داد. این جنجال هنگامی رخ داد که از همه‌سو از او می‌خواستند تا در مجازات مری راجرز که محکوم به قتل همسرش بود، تخفیف قائل شود. مخالفان به اعدام یک زن معترض بودند و همچنین به بهانه بستر تربیتی نامساعد این زن، سن کم و بی‌تجربگی‌اش برای او درخواست عفو داشتند. بِل مهلت داد تا درخواست‌های این زن شنیده شود، شخصاً به پرونده او رسیدگی کرد ولی در نهایت تصمیم گرفت تا اجازه دهد حکم اولیه اجرا شود. بدین‌ترتیب مری راجرز در دسامبر ۱۹۰۵ به دار آویخته شد.

## حرفه پس از اتمام دوره فرمانداری
بِل پس از اتمام دوران خدمتش در فرمانداری دوباره به سراغ علاقه‌مندی‌های خود در کشاورزی رفت و به فعالیتش در «عمارت» و سایر سازمان‌های زراعتی ادامه داد. او در سال ۱۹۰۶ از سوی دانشگاه نورویچ و همچنین دانشگاه ورمانت مفتخر به دریافت دکترای افتخاری حقوق گردید.
بِل در سپتامبر ۱۹۰۹ و طی بازدید از شهر نیویورک بیمار شد. از این رو تصمیم گرفت تا زودتر به خانه بازگردد ولی در ۲۵ سپتامبر در شرایطی که در ایستگاه گراندسنترال سوار بر قطار بود در اثر حمله قلبی درگذشت. او در گورستان نورث‌والدن شهر نورث‌والدن واقع در ایالت ورمانت به خاک سپرده شد.

## ارجاعات
1. 1 2 3 4 5 6 7 8 9 10 11  Norwich University, 1819–1911, pp. 516–517.
2. ↑  "Vermont Republican Ticket: Charles J. Bell for Governor".
3. ↑  "A Guide to the Papers of Vermont's Governors", p. vii.
4. 1 2  Vermont: The Green Mountain State, p. 383.
5. 1 2 3  "Woman Hanged", p. 2.
6. ↑  "Mrs. Rogers Unmoved by News of Reprieve".
7. 1 2  "Ex-Gov. C.J. Bell's Death".
8. ↑  A History of Walden, Vermont, p. 193.